# Arctia gratiosa
Arctia gratiosa là một loài bướm đêm thuộc phân họ Arctiinae, họ Erebidae.